# Känguruspringmöss
Känguruspringmöss (Dipodomys) är ett släkte i familjen påsmöss bland gnagarna. De förekommer huvudsakligen i öknar och halvöknar av sydvästra USA och Mexiko. Namnet syftar på deras rörelsesätt, då de liksom känguruer hoppar på sina bakre extremiteter.

## Kännetecken
I släktet finns omkring 20 arter med en kroppslängd mellan 100 och 200 millimeter. Därtill kommer en ungefär lika lång svans. Vikten varierar mellan 35 och 180 gram. Påfallande är deras långa bakre extremiteter som används för att hoppa. Arternas pälsfärg är anpassade till ökensanden med olika nyanser av brun, buken är nästan alltid ljusare. Många arter har vita strimmor vid höfterna. Svansen är ofta mörk på ovansidan och mörk på undersidan medan svansens sidor är ljus. Svansen har en tofs av långa hår i spetsen.

## Levnadssätt
Känguruspringmöss fyller i Nordamerika samma ekologiska nisch som ökenspringråttan i Afrika och Asien eller mindre australisk punghoppråtta (Antechinomys laniger) i Australien. Dessa djur har liknande egenskaper som uppkom genom konvergent evolution. Känguruspringmöss gömmer sig i underjordiska bon som skydd mot hettan.
Föda utgörs av blad, frön, frukter och andra vegetabiliska ämnen samt insekter. Många arter lagrar födan i bon. Till exempel hittades hos en individ av arten Dipodomys spectabilis 6 kilogram födoämnen. Liksom andra påsmöss har de ett slags påse vid kinden som används för att bära födan. För att tömma påsen har de särskilda muskler. Alla arter har doftkörtlar vid skuldrorna och vissa arter markerar sitt revir med avföring.
Mellan november och mars vistas en del arter bara vid nymåne utanför bon. På så sätt blir de inte upptäckta av fiender som prärievarg och ugglor. Vid mindre tillgång till föda avviker de från detta beteende.
Hos arter som lever i varma regioner kan honor para sig hela året och per år förekommer upp till tre kullar. Efter dräktigheten som varar i 29 till 33 dagar föds upp till 6 ungar per kull. Ungarna diar sin mor i tre till fyra veckor. Hos Dipodomys ordii lämnar ungarna boet en vecka senare. Den äldsta kända individen levde 9 år och 10 månader i fångenskap.

## Systematik
Vanligen skiljs mellan de följande 19 arter:
- Kustkänguruspringmus (Dipodomys agilis), sydvästra Kalifornien.
- Dipodomys californicus, norra Kalifornien och Oregon.
- Dipodomys compactus, förekommer i södra Texas och nordöstra Mexiko.
- Dipodomys deserti, sydvästra USA och nordvästra Mexiko.
- Texas känguruspringmus (Dipodomys elator), Texas och Oklahoma.
- Dipodomys gravipes, Baja California.
- Dipodomys heermanni, centrala Kalifornien.
- Dipodomys ingens, centrala Kalifornien.
- Dipodomys merriami, sydvästra USA och norra Mexiko.
  - Dipodomys merriami insularis, Isla San José (Mexiko).
  - Dipodomys merriami margaritae, Isla Margarita (Mexiko).
- Dipodomys microps, i USA:s Mellanvästern.
- Dipodomys nelsoni, norra Mexiko.
- Dipodomys nitratoides, centrala Kalifornien.
- Dipodomys ordii, i västra Nordamerika.
- Dipodomys panamintinus, i Kalifornien och Nevada.
- Dipodomys phillipsii, centrala Mexiko.
- Dipodomys simulans, Kalifornien, Baja California.
- Dipodomys spectabilis, Arizona, New Mexico, västra Texas, norra Mexiko.
- Dipodomys stephensi, sydvästra Kalifornien.
- Dipodomys venustus, västra Kalifornien med underarten Långörad känguruspringmus (D. v. elephantinus)

Det vetenskapliga namnet är sammansatt av de grekiska orden dipodos (tvåfotad) och mys (mus).

## Känguruspringmöss och människor
Vissa känguruspringmöss är jämförelsevis talrika. De lever ibland i närheten av fält och äter sädesväxter men de är inte lika skadliga som andra gnagare. Tidigare fanns fler arter som dog ut på grund av människans direkta eller indirekta inverkan. En del arter föredrar områden med många buskar. Dessa försvann efter att buskarna röjdes och därför etablerade sig känguruspringmöss som föredrar öppna landskap.
IUCN listar fyra arter som starkt hotade eller sårbara. Särskilt hotad är arten Dipodomys gravipes på Baja California som redan tidigare hade ett begränsat utbredningsområde och som hotas genom förstöringen av habitatet. Kritisk är situationen även för de andra arterna med begränsad utbredning.
De följande underarterna är antingen utdöda eller akut hotade:
- Dipodomys microps russeolus, på Dolphin Island i Great Salt Lake, dog troligen ut efter stora översvämningar under 1940-talet.
- Dipodomys microps alfredi, på Gunnison Island i Great Salt Lake, antagligen utdöd.
- Dipodomys heermanni morroensis, lever eller levde vid kustlinjen av Morro Bay, hotad genom urbanisering.
- Dipodomys nitratoides nitratoides och Dipodomys nitratoides exilis, förekommer i San Joaquin Valley i Kalifornien och är akut hotade.